# Vermögensbericht
Der Vermögensbericht ist seit der Reform des deutschen Wohnungseigentumsgesetz zum 1. Dezember 2020 vorgeschrieben und muss den Wohnungseigentümern einmal im Jahr vorgelegt werden. Er soll Aufschluss über die finanzielle Lage der Eigentümergemeinschaft geben.

## Allgemeines
Der Verwalter hat nach Ablauf eines Kalenderjahres neben dem Wirtschaftsplan und der Jahresabrechnung einen Vermögensbericht zu erstellen (§ 28 Abs. 4 WEG). Der Vermögensbericht soll den Wohnungseigentümern den Stand der Erhaltungsrücklagen und der wesentlichen Bestandteile des Gemeinschaftsvermögens aufzeigen. Es ist ein Bericht über das gemeinschaftliche Vermögen der Eigentümergemeinschaft und hat bilanziellen Charakter. Der Vermögensbericht hat informellen Charakter, wird meist zusammen mit der jährlichen Hausgeldabrechnung vorgelegt, ist jedoch nicht Bestandteil der Beschlüsse der Eigentümerversammlung. Der Bericht ist in Textform zu erstellen, eine elektronische Übermittlung genügt.

## Inhalt
Das Gesetz fordert als Inhalt
- den IST-Stand der Rücklagen
- und eine Aufstellung des wesentlichen Gemeinschaftsvermögens.

## Konten und Barvermögen
Im Vermögensbericht sind darzustellen:
- Stand der Erhaltungsrücklage (§ 19 II Nr. 4 WEG)
- beschlossene Rücklagen, wie z. B. Sonderrücklagen für Liquidität, Prozesskosten oder Folgekosten von Baumaßnahmen, die gem. § 19 WEG beschlossen sind
- Stand der Bankkonten der Gemeinschaft
- Stand der Kredite der Gemeinschaft
- Bargeldkassen, wie z. B. die Hausmeisterkasse

Anzugeben ist der tatsächliche Stand der einzelnen Konten zum 31. Dezember des Berichtsjahres.

## Forderungen und Verbindlichkeiten
Im Vermögensbericht sind alle Forderungen und Verbindlichkeiten, auch Altlasten der abgelaufenen Kalenderjahre aufzuführen.
Gemeinschaftsguthaben oder Gemeinschaftsschuld ist nur nachvollziehbar, wenn zum Zeitpunkt der Erstellung des Vermögensberichtes detaillierte Angaben ein Mitglied der Gemeinschaft, seine Schuld oder sein Guthaben im Vermögensbericht erkennt. 
Beispiele:

### Forderungen
- offene Hausgeldforderungen inkl. Altlasten
- Schadensersatzansprüche
- Ansprüche gegen Dritte, wie z. B. Versicherungen, Versorgungsunternehmen, Sozialversicherungen
- Sonderumlagen
- titulierte Prozesskosten

### Verbindlichkeiten
- noch nicht ausbezahlte Guthaben aus dem Hausgeld
- Überzahlungen aus dem Wirtschaftsplan
- noch nicht bezahlte Rechnungen für Handwerker, Versicherungen, Banken etc.
- Aufwendungen von Verwaltungsbeiräten

## Sachwerte
Sachwerte sind Gegenstände im Besitz der Eigentümergemeinschaft, beispielsweise Rasenmäher, Kehrmaschinen, Müllpressen oder der im Tank befindliche Heizölbestand.
Unwesentliche Gegenstände mit geringem Wert sind nicht im Vermögensbericht aufzuführen. Die Wertgrenze für unwesentliche Gegenstände hängt von der Größe der Eigentümergemeinschaft ab.
Sonder- und Gemeinschaftseigentum sind nicht Teil des Gemeinschaftsvermögens.
Eine Bewertung der Vermögensgegenstände ist nicht erforderlich, es genügt eine einfache Auflistung mit namentlicher Nennung.